# 权昶勋
权昶勋（韓語：권창훈／權昶勳，1994年6月30日—），出生于韩国首尔，韩国足球运动员，司职中场，目前效力于韩国K联赛1球队金泉尚武，曾入选2015年东亚杯韩国国家足球队名单。

## 职业生涯
权昶勋出身水原三星青训体系，2013年4月3日亚冠联赛上水原三星对阵柏太阳神时，权昶勋于比赛的79分钟迎来首秀。2015年亚冠联赛水原三星对阵布里斯班狮吼的比赛上，权昶勋在51分钟攻入一球，最终球队以3-1的比分获胜。
2019年6月28日，权昶勋加盟德甲球队弗赖堡。
2021年7月1日，權昶勳回歸K聯賽，加盟水原三星足球俱樂部。

## 榮譽
水原三星藍翼
- 韓國足協盃: 2016[4]

韓國 U20
- 亞足聯U-19錦標賽: 2012[5]

	韓國 U23
- 亞足聯U-23錦標賽亞軍: 2016[6]

韓國
- EAFF Championship: 2015[7]

個人
- K聯賽1最佳十一人: 2015, 2016[8][9]